# Anaïs Wion
Anaïs Wion est une historienne française. Elle est directrice de recherche au CNRS.
Elle est spécialiste de l’histoire du royaume chrétien éthiopien et de la diplomatique éthiopienne à l’époque médiévale et moderne. Elle a été affectée au Centre français des études éthiopiennes de 2012 à 2016, et est membre de l'IMAF.

## Autres fonctions
- 2022-2024 : Membre du Consortium DISTAM, co-pilotage du Groupe de Travail sur les textes
- 2022-2025 : Membre du Conseil scientifique de la BULAC
- 2012-aujourd'hui : Rédactrice de la revue Annales d'Éthiopie, éditée par le Centre français des études éthiopiennes
- 2010-aujourd'hui : Rédactrice de la revue Afriques. Débats, méthodes et terrains d’histoire[3].
- 2017-2021 : Membre du Conseil scientifique du Pôle Afrique, ministère des Affaires étrangères et du Développement international
- 2016-2021 : Membre élue au Comité national de la recherche scientifique, section 33

## Publications (sélection)
- Anaïs Wion, Paradis pour une reine : le monastère de Qoma Fasilädäs, Publications de la Sorbonne, 2012
- Claire Bosc-Tiessé et Anaïs Wion, Peintures sacrées d'Éthiopie : Collection de la Mission Dakar-Djibouti, Éditions Sépia, 2005, 132 p.

## Distinctions
- Prix Albert-Bernard 2005 de l'Académie des sciences d’outre-mer pour Peintures sacrées d’Éthiopie : collection de la mission Dakar-Djibouti.
- Médaille de bronze du CNRS (2015)[4].
- Chevalier dans l'ordre national du Mérite (2016)[5].